# Новосибирский городской драматический театр под руководством Сергея Афанасьева
Новосибирский городской драматический театр под руководством Сергея Афанасьева — драматический театр в Новосибирске.

## История
Первым представлением труппы театра был спектакль «Вечер французской комедии» на сцене Новосибирского дома актеров 20 марта 1988 года.
На протяжении всего своего существования театр кочевал с одной сцены на другую (Дом актёра, ДК им. Октябрьской революции, к/т «Победа», подвальное помещение на Вокзальной магистрали, 19), менял названия («Театр-студия Центра организации свободного времени молодёжи», «Молодёжный театр-студия», «Новосибирский городской драматический театр-студия», «Новосибирский драматический театр „Молодёжный“», наконец, «Новосибирский городской драматический театр под руководством Сергея Афанасьева»).
В 2017 году учредитель театра — мэрия города Новосибирска — выделила театру помещение на ул. М. Горького, 52. Ранее в этом здании был кинотеатр «Пионер». Театр планировал открыть двери нового здания уже в 2018 году. Однако помещение нуждалось в реставрации. На конец 2019 года реставрация здания так и не была начата из-за отсутствия финансирования.
Летом 2020 новосибирские власти года выделили из областного бюджета 50 млн рублей для того, чтобы приступить к началу реконструкции здания, первый этап закончился в декабре 2020 года. Еще более 200 млн рублей на 2021—2022 годы будут выделены на реконструкцию из федерального бюджета в рамках национального проекта «Культура». Планируется, что здание для новосибирского драмтеатра будет введено в эксплуатацию к 2022 году.
За годы существования театра С. Н. Афанасьев поставил более 120 спектаклей, организовал и провел 5 фестивалей, снял два художественных полнометражных фильма.
Творческие успехи Новосибирского Городского Драматического театра отмечены как в России, так и за её пределами. Спектакли театра являются лауреатами ряда региональных, российских и международных фестивалей.

## Награды
- Премия Правительства Российской Федерации имени Фёдора Волкова за вклад в развитие театрального искусства Российской Федерации (9 августа 2019 года)[2].